# Ringstad mosse naturreservat
Ringstad mosse naturreservat är ett naturreservat i Norrköpings kommun i Östergötlands län.
Området är naturskyddat sedan 2023 och är 146 hektar stort. Reservatet ligger innanför Glans nordöstra strand och består av en våtmark.